# Lista de líderes do Vietnã do Sul

A bandeira Quẻ Càn foi utilizada pelo Vietnã do Sul entre 1948-1975. Era originalmente a bandeira do Imperador Thành Thái (1890-1920).

Esta é uma lista de líderes do Vietnã do Sul, desde o estabelecimento da República Autônoma da Cochinchina em 1946 até a queda da República do Vietnã em 1975 e da reunificação do Vietnã em 1976.

## Chefes de Estado
| No.                                                                                | No.                                                   | Nome (nascimento–morte)                               | Empossado                                             | Deixou o cargo                                        | Afiliação                                             |
| Chefe de Estado Maior do Estado do Vietnã (1949–1955)                              | Chefe de Estado Maior do Estado do Vietnã (1949–1955) | Chefe de Estado Maior do Estado do Vietnã (1949–1955) | Chefe de Estado Maior do Estado do Vietnã (1949–1955) | Chefe de Estado Maior do Estado do Vietnã (1949–1955) | Chefe de Estado Maior do Estado do Vietnã (1949–1955) |
| ---------------------------------------------------------------------------------- | ----------------------------------------------------- | ----------------------------------------------------- | ----------------------------------------------------- | ----------------------------------------------------- | ----------------------------------------------------- |
| 1                                                                                  | 1                                                     | Bảo Đại (1913–1997)                                   | 13 de Junho de 1949                                   | 30 de Abril de 1955                                   | Político sem partido                                  |
| —                                                                                  | —                                                     | Ngô Đình Diệm (1901–1963)                             | 30 de Abril de 1955                                   | 26 de Outubro de 1955                                 | Partido Cần Lao                                       |
| Presidente da República do Vietnã (1955–1975)                                      |                                                       |                                                       |                                                       |                                                       |                                                       |
| 1                                                                                  | 2                                                     | Ngô Đình Diệm (1901–1963)                             | 26 de Outubro de 1955                                 | 2 de Novembro de 1963                                 | Partido Cần Lao                                       |
| 2                                                                                  | 3                                                     | Dương Văn Minh (1916–2001)                            | 2 de Novembro de 1963                                 | 30 de Janeiro de 1964                                 | Militar                                               |
| 3                                                                                  | 4                                                     | Nguyễn Khánh (1927–presente)                          | 30 de Janeiro de 1964                                 | 8 de Fevereiro de 1964                                | Militar                                               |
| 2                                                                                  | 3                                                     | Dương Văn Minh (1916–2001)                            | 8 de Fevereiro de 1964                                | 16 de Agosto de 1964                                  | Militar                                               |
| 3                                                                                  | 4                                                     | Nguyễn Khánh (1927–presente)                          | 16 de Agosto de 1964                                  | 27 de Agosto de 1964                                  | Militar                                               |
| —                                                                                  | —                                                     | Comitê de Liderança Provisória                        | 27 de Agosto de 1964                                  | 8 de Setembro de 1964                                 | Militar                                               |
| 2                                                                                  | 3                                                     | Dương Văn Minh (1916–2001)                            | 8 de Setembro de 1964                                 | 26 de Outubro de 1964                                 | Militar                                               |
| —                                                                                  | —                                                     | Phan Khắc Sửu (1893–1970)                             | 26 de Outubro de 1964                                 | 14 de Junho de 1965                                   | Militar                                               |
| 4                                                                                  | 5                                                     | Nguyễn Văn Thiệu (1923–2001)                          | 14 de Junho de 1965                                   | 25 de Maio de 1969                                    | Militar                                               |
| 4                                                                                  | 5                                                     | Nguyễn Văn Thiệu (1923–2001)                          | 25 de Maio de 1969                                    | 21 de Abril de 1975                                   | Frente Democrática Nacional Social                    |
| 5                                                                                  | 6                                                     | Trần Văn Hương (1902–1982)                            | 21 de Abril de 1975                                   | 28 de Abril de 1975                                   | Político sem partido                                  |
| 2                                                                                  | 3                                                     | Dương Văn Minh (1916–2001)                            | 28 de Abril de 1975                                   | 30 de Abril de 1975                                   | Militar                                               |
| Presidente do Conselho Consultivo do Governo Revolucionário Provisório (1975–1976) |                                                       |                                                       |                                                       |                                                       |                                                       |
| 1                                                                                  | 7                                                     | Nguyễn Hữu Thọ (1910–1996)                            | 30 de Abril de 1975                                   | 2 de Julho de 1976                                    | Frente de Libertação Nacional                         |

## Chefes de governo
| No.                                                                               | No.                                                                               | Nome (nascimento–morte)                                                           | Empossado                                                                         | Deixou o cargo                                                                    | Afiliação                                                                         |                                                                                   |                                                                                   |
| Presidente do Governo Provisório da República Autônoma da Cochinchina (1946–1948) | Presidente do Governo Provisório da República Autônoma da Cochinchina (1946–1948) | Presidente do Governo Provisório da República Autônoma da Cochinchina (1946–1948) | Presidente do Governo Provisório da República Autônoma da Cochinchina (1946–1948) | Presidente do Governo Provisório da República Autônoma da Cochinchina (1946–1948) | Presidente do Governo Provisório da República Autônoma da Cochinchina (1946–1948) | Presidente do Governo Provisório da República Autônoma da Cochinchina (1946–1948) | Presidente do Governo Provisório da República Autônoma da Cochinchina (1946–1948) |
| --------------------------------------------------------------------------------- | --------------------------------------------------------------------------------- | --------------------------------------------------------------------------------- | --------------------------------------------------------------------------------- | --------------------------------------------------------------------------------- | --------------------------------------------------------------------------------- | --------------------------------------------------------------------------------- | --------------------------------------------------------------------------------- |
| 1                                                                                 | 1                                                                                 | Nguyễn Văn Thinh (1888–1946)                                                      | 1 de Junho de 1946                                                                | 10 de Novembro de 1946                                                            | Partido Democrático da Cochinchina                                                |                                                                                   |                                                                                   |
| 2                                                                                 | 2                                                                                 | Nguyễn Văn Xuân (1892–1989)                                                       | 15 de Novembro de 1946                                                            | 7 de Dezembro de 1946                                                             | Militar                                                                           |                                                                                   |                                                                                   |
| 3                                                                                 | 3                                                                                 | Lê Văn Hoach (1896–1978)                                                          | 7 de Dezembro de 1946                                                             | 8 de Outubro de 1947                                                              | Político sem partido                                                              |                                                                                   |                                                                                   |
| 4                                                                                 | 4                                                                                 | Lê Văn Hoach (1896–1978)                                                          | 7 Dezembro de 1946                                                                | 8 Outubro de de 1947                                                              | Militar                                                                           |                                                                                   |                                                                                   |
| Presidente do Governo Provisório Central (1948–1949)                              |                                                                                   |                                                                                   |                                                                                   |                                                                                   |                                                                                   |                                                                                   |                                                                                   |
| 1                                                                                 | 5                                                                                 | Nguyễn Văn Xuân (1892–1989)                                                       | 27 de Maio de 1948                                                                | 14 de Junho de 1949                                                               | Militar                                                                           |                                                                                   |                                                                                   |
| Primeiro-Ministro do Estado do Vietnã (1949–1955)                                 |                                                                                   |                                                                                   |                                                                                   |                                                                                   |                                                                                   |                                                                                   |                                                                                   |
| 1                                                                                 | 6                                                                                 | Bảo Đại (1913–1997)                                                               | 14 de Junho de 1949                                                               | 21 de Janeiro de 1950                                                             | Político sem partido                                                              |                                                                                   |                                                                                   |
| 2                                                                                 | 7                                                                                 | Nguyễn Phan Long (1889–1960)                                                      | 21 de Janeiro de 1950                                                             | 26 de Abril de 1950                                                               | Partido Constitucional                                                            |                                                                                   |                                                                                   |
| 3                                                                                 | 8                                                                                 | Trần Văn Hữu (1896–1984)                                                          | 27 de Abril de 1950                                                               | 6 de Junho de 1952                                                                | Político sem partido                                                              |                                                                                   |                                                                                   |
| 4                                                                                 | 9                                                                                 | Nguyễn Văn Tâm (1893–1990)                                                        | 6 de Junho de 1952                                                                | 17 de Dezembro de 1953                                                            | Kuomintang                                                                        |                                                                                   |                                                                                   |
| 5                                                                                 | 10                                                                                | Nguyễn Phúc Bửu Lộc (1914–1990)                                                   | 12 de Janeiro de 1954                                                             | 16 de Junho de 1954                                                               | Político sem partido                                                              |                                                                                   |                                                                                   |
| —                                                                                 | —                                                                                 | Phan Huy Quát (1908–1979)                                                         | 12 de Janeiro de 1954                                                             | 16 de Junho de 1954                                                               | Partido Nacionalista                                                              |                                                                                   |                                                                                   |
| 6                                                                                 | 11                                                                                | Ngô Đình Diệm (1901–1963)                                                         | 26 de Junho de 1954                                                               | 26 de Outubro de 1955                                                             | Partido Cần Lao                                                                   |                                                                                   |                                                                                   |
| Primeiro Ministro da República do Vietnã (1955–1975)                              |                                                                                   |                                                                                   |                                                                                   |                                                                                   |                                                                                   |                                                                                   |                                                                                   |
| 1                                                                                 | 12                                                                                | Nguyễn Ngọc Thơ (1908–1976)                                                       | 4 de Novembro de 1963                                                             | 30 de Janeiro de 1964                                                             | Político sem partido                                                              |                                                                                   |                                                                                   |
| 2                                                                                 | 13                                                                                | Nguyễn Khánh (1927–2013)                                                          | 8 de Fevereiro de 1964                                                            | 29 de Agosto de 1964                                                              | Militar                                                                           |                                                                                   |                                                                                   |
| —                                                                                 | —                                                                                 | Nguyễn Xuân Oánh (1921–2003)                                                      | 29 de Agosto de 1964                                                              | 3 de Setembro de 1964                                                             | Político sem partido                                                              |                                                                                   |                                                                                   |
| 2                                                                                 | 13                                                                                | Nguyễn Khánh (1927–2013)                                                          | 3 de Setembro de 1964                                                             | 4 de Novembro 1964                                                                | Militar                                                                           |                                                                                   |                                                                                   |
| 3                                                                                 | 14                                                                                | Trần Văn Hương (1902–1982)                                                        | 4 de Novembro de 1964                                                             | 28 de Janeiro de 1965                                                             | Militar                                                                           |                                                                                   |                                                                                   |
| —                                                                                 | —                                                                                 | Nguyễn Xuân Oánh (1921–2003)                                                      | 28 de Janeiro de 1965                                                             | 15 de Fevereiro de 1965                                                           | Político sem partido                                                              |                                                                                   |                                                                                   |
| 4                                                                                 | 15                                                                                | Phan Huy Quát (1908–1979)                                                         | 16 de Fevereiro de 1965                                                           | 8 de Junho de 1965                                                                | Partido Nacionalista                                                              |                                                                                   |                                                                                   |
| 5                                                                                 | 16                                                                                | Nguyễn Cao Kỳ (1930–2011)                                                         | 19 de Junho de 1965                                                               | 31 de Outubro de 1967                                                             | Militar                                                                           |                                                                                   |                                                                                   |
| 6                                                                                 | 17                                                                                | Nguyễn Văn Lộc (1922–presente)                                                    | 31 de Outubro de 1967                                                             | 17 de Maio de 1968                                                                | Militar                                                                           |                                                                                   |                                                                                   |
| 3                                                                                 | 14                                                                                | Trần Văn Hương (1902–1982)                                                        | 28 de Maio de 1968                                                                | 25 de Maio de 1969                                                                | Militar                                                                           |                                                                                   |                                                                                   |
| 3                                                                                 | 14                                                                                | Trần Văn Hương (1902–1982)                                                        | 25 de Maio 1969                                                                   | 1 de Setembro de 1969                                                             | Frente Democrática Nacional Social                                                |                                                                                   |                                                                                   |
| 7                                                                                 | 18                                                                                | Trần Thiện Khiêm (1925–presente)                                                  | 1 de Setembro de 1969                                                             | 4 de Abril de 1975                                                                | Frente Democrática Nacional Social                                                |                                                                                   |                                                                                   |
| 8                                                                                 | 19                                                                                | Nguyễn Bá Cẩn (1930–2009)                                                         | 4 de Abril de 1975                                                                | 24 de Abril de 1975                                                               | Partido Democrático                                                               |                                                                                   |                                                                                   |
| 9                                                                                 | 20                                                                                | Vũ Văn Mẫu (1914–1998)                                                            | 28 de Abril de 1975                                                               | 30 de Abril de 1975                                                               | Forças para a Reconciliação Nacional                                              |                                                                                   |                                                                                   |
| Presidente do Governo Revolucionário Provisório (1975–1976)                       |                                                                                   |                                                                                   |                                                                                   |                                                                                   |                                                                                   |                                                                                   |                                                                                   |
| 1                                                                                 | 21                                                                                | Huỳnh Tấn Phát (1913–1989)                                                        | 30 de Abril de 1975                                                               | 2 de Julho de 1976                                                                | Frente de Libertação Nacional                                                     |                                                                                   |                                                                                   |